# Liste der Denkmäler in Hamburg
Die Liste der Hamburger Denkmale führt die Denkmäler in der Freien und Hansestadt Hamburg auf. Hierzu zählen Standbilder, Gedenksteine und -tafeln, Brunnen und ähnliche Objekte die beispielsweise zur Erinnerung oder Ehrung einer Person oder eines Ereignisses, als auch zum Gedenken (Mahnmal) errichtet wurden.
Skulpturen und andere Darstellungen, die als Kunstwerke im öffentlichen Raum aufgestellt wurden und Grabmale sind nur im Einzelfall aufgeführt, sofern diese in der Fachliteratur bei den Denkmalen aufgeführt sind (siehe auch die Liste der Friedhöfe in Hamburg und Friedhof Ohlsdorf).
Die zahlreichen Mahnmale und Gedenkstätten für die Opfer in der Zeit des Nationalsozialismus (1933–1945) sind in Hamburger Gedenkstätten für die Opfer des Nationalsozialismus und KZ-Gedenkstätte Neuengamme umfassend dargestellt.
Ebenso sind von den sogenannten Kriegs- oder Kriegerdenkmälern des Ersten Weltkrieges (1914–1918) und des Zweiten Weltkrieges (1939–1945) nur die bedeutendsten aufgeführt, da in Hamburg insgesamt über 150 solcher Denkmäler (einschließlich weiterer Kriege) allein im öffentlichen Raum existieren. (siehe hierzu auch Friedhöfe, ev.-luth. Kirchen und weitere Hamburger Kirchen)
(d) = Denkmalschutz

## A
- (Bild) Adolf III. (Schauenburg und Holstein), 1160–1225, beförderte die Gründung der Hamburger Neustadt
  - Die Statue befindet sich auf der Trostbrücke, die den Nikolaifleet überspannt.
  - Die Statue, genau wie die von St. Ansgar, wurde 1883 von Engelbert Pfeiffer geschaffen.
- (Bild) St. Ansgar, 801–865, war Erzbischof für Skandinavien, Hamburg und Bremen
  - Die Statue befindet sich auf der Trostbrücke und wurde zusammen mit derjenigen von Adolf III. (Schauenburg und Holstein) im Jahr 1883 von Engelbert Pfeiffer geschaffen.

## B
- (Bild) Bismarck-Denkmal Hamburg-Neustadt, 1901–1906 nach Entwürfen von Johann Emil Schaudt (Architekt) und Hugo Lederer (Bildhauer) errichtet
- (Bild) Blücher -Denkmal. Conrad Daniel Graf von Blücher-Altona, 1764–1845, war vom dänischen König eingesetzter Oberpräsident der Stadt Altona.
- (Bild) Denkmal für Simon Bolivar im Bolivarpark in Hamburg-Harvestehude in der Nähe des Klostersterns
- (Bild) Wolfgang Borchert-Denkmal im Alsterpark
- (Bild) Dietrich Bonhoeffer
- (Bild) Tycho Brahe-Denkmal am Busbahnhof Wandsbek-Markt
- (Bild) „Hommage an Brahms“ von Maria Pirwitz vor der Laeiszhalle
- (Bild) Bugenhagen-Denkmal, vor dem Johanneum Maria-Louisen-Straße, Werk des Bildhauers Engelbert Peiffer auch Pfeiffer, 1885 im Hof des alten Johanneums am Speersort aufgestellt
- (Bild) Büsch-Denkmal, 1801 für Johann Georg Büsch errichtet, am Universitätshauptgebäude Edmund-Siemers-Allee/Rothenbaumchaussee (d)

## D
- (Bild) Denkmal für Walter Dudek

## E
- (Bild) Hamburger Ehrenmal (Trauernde Mutter mit Kind, Relief von Ernst Barlach) mit der Treppenanlage an der Kleinen Alster (d)

## G
- (Bild) Denk-Mal Güterwagen, Mahnmal zur Erinnerung der Deportation von Juden.

## H
- (Bild) Hagedorn-Gedenkstein im Eichenpark
- (Bild) Hamburger Straße: Bombenopfer des Zweiten Weltkriegs. Standort des Denkmals Mundsburg.
- (Bild) Johann-Adolph-Hasse-Denkmal vor dem Hasse-Haus
- (Bild) Heinrich-Heine-Denkmal, Rathausmarkt
- (Bild) Samuel Heinicke im Seelemannpark, eingeweiht 1895
- (Bild) Heinrich Hertz, Skulptur „Ätherwelle“ vor dem Funkhaus an der Rothenbaumchaussee
- (Bild) Denkmal des Architekten und Baumeisters Fritz Höger am Broschek-Haus
- (Bild) Hummel-Brunnen
- (Bild) Hygieia-Brunnen (Hamburg)

## K
- (Bild) Kaiser Karl der Große mit Löwengruppe, Michaelisstraße bei St. Ansgar/Kleiner Michel. Reste des ehemaligen Kaiser-Karl-Brunnens am Fischmarkt in der Altstadt (Vollmer/Peiffer 1889)
- (Bild) Kaiser-Wilhelm I.-Denkmal, Wallanlagen
- (Bild) Kaiser-Wilhelm I.-Denkmal in Altona (und weitere), Platz der Republik, Altona
- (Bild) Berent Jakobsen Karpfanger
- (Bild) Kindertransport – Der letzte Abschied. Denkmal des Bildhauers Frank Meisler auf dem Dag-Hammarskjöld-Platz
- (Bild) Ditmar Koel
- Kolonieal-Denkmal (nicht öffentlich zugänglich), „Tansania-Park“, Terracotta-Reliefs von Walter von Ruckteschell 1939

## Kriege und Kriegsfolgen
- Liste von Kriegerdenkmälern in Hamburg
- (Bild) Kriegerdenkmal am Dammtordamm
- (Bild) Kriegerdenkmal 1870/71 in Rotherbaum, wurde 1877 eingeweiht und soll an die Gefallenen des 76. Infanterie-Regiments im Deutsch-Französischen Krieg 1870/71 erinnern. 1926 an die Alster Ecke Fontenay/Alsterufer versetzt. (d)
- Schleswig-Holsteinischer Krieg (1848–1851) – erster deutsch-dänischer Krieg:
  - (Bild) Gedenkstein für die Erhebung Schleswig-Holsteins in Blankenese, Gedenkstein/Findling und Doppeleiche. (d) Gegendenkmal/Mahnmal für Frieden und Gewaltlosigkeit, Soldatenskulptur, Andrea Peschel 1991. Durch Diebstahl 2005 verschollen.
- (Bild) Mahnmal gegen den Krieg (Gegendenkmal) von Alfred Hrdlicka am Dammtor
- (Bild) Mahnmal auf dem Platz der jüdischen Deportierten an der Edmund-Siemers-Allee
- (Bild) Deserteurdenkmal (Hamburg)
- (Bild) Dank an das schwedische Volk wegen der Nahrungsmittelhilfe für Kinder (Schwedenspeisung) 1946–1950. Stele am Blankeneser Elbweg.

## L
- (Bild) Lessingdenkmal auf dem Gänsemarkt Bronzedenkmal nach einem Entwurf von Fritz Schaper, 1881 aufgestellt (d)
- Denkmal „Am Licentiatenberg“, Hügelgrab aus der Bronzezeit, auf dem 1922 durch den Bürgerverein Groß Borstel ein der damaligen Zeit entsprechendes Heroendenkmal für die Gefallenen des Ersten Weltkrieges errichtet wurde. Die nationalistische Inschrift für die 72 Groß Borsteler Soldaten, die den „Heldentod“ starben, lautet „Niemand hat größere Liebe denn die dass er sein Leben lasset für seine Freunde“. Dieses aufgrund seiner Aussage umstrittene Denkmal bekam 1997 ein aktuelles Gegenstück, das der Auseinandersetzung einen Bezug zur Gegenwart geben soll.
- (Bild) William Lindley am Baumwall
- (Bild) Otto-Linne-Denkmal, (1869–1937) Hamburgs erster Garten- und Friedhofsdirektor, Skulptur aus Sandsteinstelen 2007, auf dem Friedhof Ohlsdorf.
- (Bild) Martin Luther an der St.-Michaelis-Kirche. Lutherdenkmal von Otto Lessing, 1912.

## M
- (Bild) Madonna der Meere
- (Bild) Gustav Mahler-Plakette am Gebäude der Hamburger Staatsoper
- Geschwister Felix und Fanny Mendelssohn Bartholdy nahe der Ludwig-Erhard-Straße
- (Bild) Meridiandenkmal 10. Längengrad auf der Kennedybrücke
- (Bild) Heinrich Christian Meyer
- (Bild) Kersten Miles
- (Bild) Mönckeberg-Brunnen Mönckebergstraße
- (Bild) Gedenkstein für Helmuth Karl Bernhard von Moltke an der ehemaligen Straßenbahnkehre am Eichtalpark

## P
- (Bild) Carl Friedrich Petersen, Bürgermeister, am Neuen Wall

## R
- (Bild) Ehrenmal der Radiologie für die Opfer der Anwender der Röntgenstrahlung aller Nationen. AK St. Georg, Gedenkstele und Tafeln, 1936 (mehrfach erweitert)
- Ramazan-Avci-Platz mit Gedenktafel vor dem S-Bahnhof Landwehr
- (Bild) Der Instrumentenbauer astronomischer Instrumente Johann Georg Repsold (1770–1830). Das Denkmal steht beim Museum für Hamburgische Geschichte

## S
- (Bild) Schiller-Denkmal nebst den vier Sockelfiguren (Dramatik, Lyrik, Geschichte, Philosophie), ausgeführt von dem Hamburger Bildhauer Julius Lippelt und dessen Schüler Carl Boerner, gestiftet durch den „Schiller-Verein“ anlässlich des 100. Geburtstags Schillers am 10. November 1859, enthüllt am 10. Mai 1866 auf dem Platz vor der Kunsthalle am Ferdinandstor, 1958 versetzt in die Grünfläche Gustav-Mahler-Park. (d)
- (Bild) Simon von Utrecht
- (Bild) Störtebeker

## T
- (Bild) Gedenkplatte für den Komponisten Georg Philipp Telemann (1681–1767) vor dem Hamburger Rathaus.

## V
- (Bild) Vierländerin-Brunnen am Hopfenmarkt

## W
- Ehrenhain Hamburger Widerstandskämpfer 1933–45, Ohlsdorfer Friedhof
- Hermann von Wissmann-Denkmal (eingelagert), Reichskommissar von ehem. Deutsch-Ostafrika und ab 1895 Gouverneur

## Z
- (Bild) Zitronenjette